# کوه آق‌داغ
قله آق‌داغ در نزدیکی بخش ویر از توابع شهرستان سلطانیه در استان زنجان ایران است.
این کوه با ارتفاع ۲۶۰۰ متر یکی از مرتفع‌ترین قلل استان زنجان به شمار می‌رود این کوه به دلیل داشتن غار زیبا و چشمه‌های پر آب در دامنه خود و وجود بنای تاریخی داش‌کسن مربوط به دوره‌های قبل از اسلام مورد توجه کوهنوردان کشور است.
کوههای قره گونی/ رستم داغی/ قجیراوچان وآق داغی به ترتیب با ارتفاع۲۶۵۰-۲۷۰۰-۲۶۸۰-۲۶۰۰ در یک خط‌ الراس قراردارند.